# زیردریایی یو-۹۶ (۱۹۴۰)
زیردریایی یو-۹۶ (۱۹۴۰) (به انگلیسی: German submarine U-96 (1940)) یک زیردریایی است که طول آن ۶۷٫۱ متر (۲۲۰ فوت ۲ اینچ) می‌باشد. این زیردریایی در سال ۱۹۴۰ ساخته شد.